# Nadjim Haroun
Nadjim Haroun (Jette, 10 juni 1988) is een Belgisch voetballer die sinds 2017 bij KHO Bierbeek speelt. Zal vanaf het seizoen 2021-2022 uitkomen voor SC Aarschot in eerste provinciale.

## Carrière
| Seizoen | Club                        | Land      | Competitie         | Wedst | goals |
| ------- | --------------------------- | --------- | ------------------ | ----- | ----- |
| 2008/09 | GBA                         | België    | Jupiler Pro League | 0     | 0     |
| 2009/10 | GBA                         | België    | Jupiler League     | 0     | 0     |
| 2009/10 | GBA                         | België    | Play-Off II B      | 3     | 1     |
| 2010/11 | FCV Dender EH               | België    | Exqi League        | 0     | 0     |
| 2011/12 | AGOVV Apeldoorn             | Nederland | Eerste divisie     | 4     | 1     |
| 2011/12 | KVK Tienen                  | België    | Tweede klasse      | 7     | 1     |
| 2012/13 | Royale Union Saint-Gilloise | België    | Derde klasse       | 21    | 1     |
| 2012/13 | KSV Bornem                  | België    | Derde klasse       | 16    | 2     |
|         |                             |           | Totaal             | 51    | 6     |

## Trivia
- Nadjims broer Faris speelt bij Royal Antwerp Football Club.
- De vader van Haroun is afkomstig uit Tsjaad.